# Ламинирование полиграфической продукции
Ламинирование полиграфической продукции — покрытие полиграфической продукции плёнкой. Основное назначение ламинирования — защита изображения от различных внешних воздействий.
Проводится с помощью специального прибора, называемого ламинатор.
Ламинирование может быть:
- холодным или горячим
- одно- и двухсторонним.

Ламинатор состоит из транзитного и прижимного устройств — валов. Простейшие модели имеют одну пару валов (совмещают в себе функцию продвижения и прижима); офисные и профессиональные ламинаторы оснащены двумя парами валов. Специализированные ламинаторы могут иметь три пары валов для усиления функции прижима. Наличие двух пар валов — достаточное условие для качественной ламинации.
Если ламинатор предназначен для горячего ламинирования, он имеет какой-либо из трёх возможных вариантов нагревательного элемента: нагревательная пластина, нагревающиеся валы (передняя пара), комбинация нагревательной пластины и нагревающихся валов. Как правило, все современные ламинаторы предназначены одновременно для холодной и горячей ламинации.
В зависимости от того, имеет ли ламинатор возможность работать с рулонной плёнкой, различаются ламинаторы рулонные и конвертные. На таких ламинаторах нет разматывающего устройства для использования рулонной плёнки.
В зависимости от сложности конструкции, ламинатор может иметь или не иметь возможности: изменять температуру, скорость, ход валов на обратный, запоминать режим ламинирования, иметь возможность самоотключения после остывания нагревательного элемента.
При ламинировании используют специальную плёнку (толщиной от 24 мкм до 250 мкм).
Для холодного ламинирования используется плёнка имеющая высокопрозрачную клеевую систему, активизируемую давлением.
Горячее ламинирование проходит под воздействием давления и температуры.
Плёнки для ламинирования бывают:
- Глянцевые — отлично передают цвет изображения, его насыщенность и яркость. Световые блики, возникающие на глянцевой поверхности, мешают воспринимать мелкие детали, к примеру, информационный текст.
- Матовые — исключают блики, дают возможность без труда делать надписи на поверхности. Эти надписи легко стираются обычным ластиком. Покрытие матовой плёнкой выглядит более респектабельно и как правило требуется для ламинирования визиток и дорогой рекламной продукции.
- Текстурированные — например: «Песок», «Холст», «Лён», «Брызги шампанского», «Ткань» используют для декорирования поверхности изображения.

Современные плёнки для ламинирования производятся на основе трёх видов полимеров:
- Полиэстера (полиэтилентерефталат — РЕТ)
- Полипропилена (РР, BOPP)
- Поливинилхлорида (ПВХ или PVC)

Примечательно то, что плёнки на основе ПВХ пригодны для ламинирования лакокрасочного покрытия автомобилей, что впервые было опробовано в 2005 году российскими стилистами из Re-styling.
Любая плёнка на основе полиэстера — многослойная и содержит, как правило, три слоя:
- слой полиэстера (PET), служащего основой и придающего плёнке жёсткость и упругость;
- слой полиэтилена (РЕ), служащего связующим звеном и своеобразной «подушкой» при ламинировании;
- слой полимерного «клея» (EVA — этиленвинилацетат) — низкоплавкого (95-120 °C) полимера, обладающего адгезивными свойствами.